# مسابقه مرگ (فیلم)
مسابقه مرگ (به انگلیسی: Death Race) فیلمی به سبک اکشن، هیجانی به کارگردانی پل دبلیو. اس. اندرسون است. این فیلم محصول ۲۰۰۸ می‌باشد. از بازیگران معروف این فیلم می‌توان به جیسون استاتهام، ترسی گیبسون و جوآن آلن اشاره کرد.

## خلاصه داستان
مجرمی توسط یک رئیس زندان مجبور می‌شود در محبوب‌ترین مسابقه ورزشی شرکت کند. یک مسابقه اتومبیل‌رانی که در آن باید بی‌رحم‌ترین فرد بتواند بقیه را از دور مسابقات خارج کند و پیروز شود. حکم این پیروزی آزادی از زندان خواهد بود.

## بازیگران
- جیسون استاتهام
- ترسی گیبسون
- ناتالی مارتینز
- رابین شو
- جوآن آلن
- ایان مک‌شین